# Miniopterus magnater
Miniopterus magnater é uma espécie de morcego da família Miniopteridae. Pode ser encontrada na Papua-Nova Guiné, Indonésia, Malásia, Tailândia, Mianmar, Camboja, Laos e Vietnã.